# Кодекс Шолотль

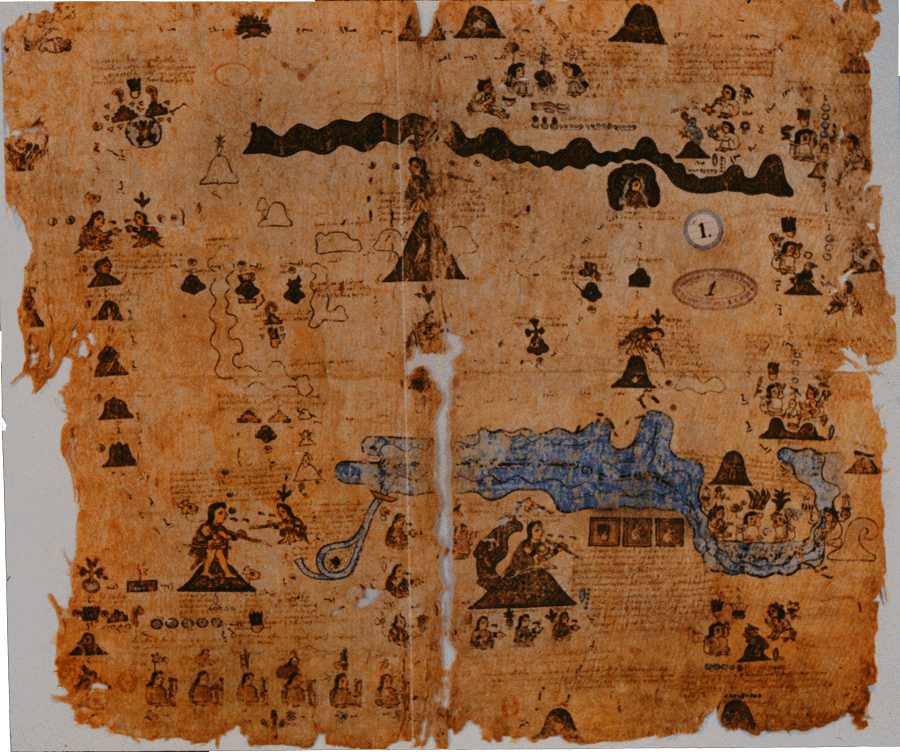
Кодекс Шолотль (уривок)

Кодекс Шолотль (Codicé Xolotl) — один з ацтекських кодексів-рукописів. Написано піктографічними письменами. Автори невідомі. Створено у 1540–1542 роках. Назву отримав на честь першого важливого історичного діяча, зображеного в кодексі, — тлатоані Шолотля. Натепер знаходиться у Національній бібліотеці Франції (Париж).

## Історія
Невідомо ким й де саме створено. На думку дослідників це відбулося напевне у Мексиканській долині, можливо у м. Тескоко. Увесь час зберігався рукопис у Мехіко. Ним користувався при створенні своїх історичних творів Фернандо де Альва Іштлільшочітль. У 1840 році викуплено французьким колекціонером Жозефом Обеном й перевезено до Франції. Надалі кодекс опинився у Національній бібліотеці.

## Опис
Створено на 6 аркушів ацтекського папері-аматля, розміром 42х48 см, 10 сторінок з картами (з них 1 з обох сторін) та 3 фрагментів. Використано переважно чорну фарбу. Підписи (анотації) на науатль були додані поряд з символами (малюнками), ймовірно, кількома невідомими авторами в XVI столітті. Переважно вони дуже короткі (крім перших). Всі написи пов'язані із зображеннями, за винятком однієї, зробленої на зворотному боці останнього аркуша.

## Зміст
«Кодекс Шолотль» є важливим джерелом з докладної інформації щодо економічної, соціальної, політичної та культурної історії Центральної Мексики у XIII–XV ст. Відрізняє наявність деталізації подій, характеристика особливостей, географічна точність розташування міст, лагун, річок, гір, гірських хребтів).
Історичний період охоплює від часу панування володаря чичимеків Шолотля у 1224 році (хоча висуваються теорії стосовно 1068 і 1172 років) до створення Потрійного союзу у 1427 році та поразки Аскапоцалько у Війні тепанеків. Значну увагу приділено історії чичимеків, акольхуа, ацтеків, тепанеків, міст-держав Тенайука, Тлателолько, Коатлінчана, Уешотли, Коатепека, Уітцілопочко, Іцтапалука, Тескоко, Аскапоцалько і Теночтітлан, їх володарів, боротьби за панування в долині Мехіко.
Кодекс є єдиним відомим нині джерелом, яке називає дату виникнення піктографічної писемності натуаль. На сторінці IV міститься перша згадка про писаря із зазначенням дати: 4 Acatl, тобто 1275 рік.